# Ocean Chief
Ocean Chief är ett svenskt doom metal-band som bildades 2001 av Björn Andersson och Tobias Larsson. Ocean Chief spelar tung, långsam musik inspirerade av Black Sabbath och Sleep.

## Biografi
Den första demon spelades in i replokalen 2001 efter att Viktor Gustafsson började spela basgitarr i bandet. Jocke Pettersson började spela basgitarr 2003. Därefter spelades fyrspårsdemon Oden in. Våren 2004 släpptes samma demo som CD:n The Oden Sessions av amerikanska debutetiketten Church of Doom Recordings. Detta album var det enda som kom ut från etiketten, på grund av orkanen Katrina.
Samtidigt hade bandet redan skrivit klart låtarna till andra albumet Tor och åkte till Abyss Studios i februari 2004 för att spela in fyra låtar på sammanlagt 87 minuter (7 minuter fick editeras bort på grund av maxlängden på CD) för att släppas på 12th Records, USA. Det dröjde dock till våren 2006 innan skivan var ute och då hade bandet hunnit skriva två nya låtar som var 30 minuter vardera. "Gathering souls" och "Freja" spelades in i replokalen och släpptes senare på varsin splitskiva: The Northern Lights CD med Runemagick - Aftermath Music, och splitvinyl-LP med Kongh, Land O Smiles.
2009 hade låtarna till Den Förste arbetats fram och släpptes på vinyl-LP samma år av belgiska Electric Earth Records. Texterna byttes från engelska till svenska. Återigen var det fyra låtar som spelats in i replokalen av bandet själva. Tre av låtarna hamnade på skivan, medan "Born", som har engelsk text, släpptes på en split med The Funeral Orchestra. 2010 anslöt Johan Pettersson på synt. Låtarna till vad som skulle bli Sten började ta form och bandet återvände till Abyss i augusti 2012 varvid Sten kom ut strax efter årsskiftet via I Hate Records. Strax efter att Sten spelats in började Christian Sandberg i bandet (elgitarr). Bandet skrev under andra halvan av 2013 de sju låtarna som skulle bli Universums härd, som spelades in i Studio Underjord i Norrköping i januari/februari 2014.

## Medlemmar

### Nuvarande medlemmar
- Tobias Larsson – trummor, sång (2001– )
- Björn Andersson – gitarr (2001– )
- Christian Sandberg – gitarr (2012– )
- Magnus Linhardt – basgitarr (2018– )

### Tidigare medlemmar
- Jocke Pettersson – basgitarr (2003–2015)
- Johan Pettersson – keyboard (2010–2014)
- Viktor Gustafsson – basgitarr (2001–2003)

## Diskografi

### Demo
- 2002 – Fluidage
- 2004 – Oden

### Studioalbum
- 2004 – The Oden Sessions
- 2006 – Tor
- 2009 – Den Förste (12" vinyl)
- 2013 – Sten
- 2014 – Universums härd

### Annat
- 2007 – The Northern Lights (delad CD med Runemagick)
- 2008 – Drifting on Waves / Freja (delad LP: Ocean Chief / Kongh)
- 2010 – The Northern Lights II (delad LP med The Funeral Orchestra)